# Charles-André van Loo
Carle o Charles-André van Loo (Niza, 15 de febrero de 1705-París, 15 de julio de 1765) fue un pintor francés, hermano menor de Jean-Baptiste van Loo. Abarcó varios temas en sus pinturas: religión, historia, mitología, retratos y alegorías, entre otros. 

## Biografía
Nació en Niza. Van Loo siguió a su hermano Jean-Baptiste a Turín y luego a Roma en 1712, donde estudió bajo las enseñanzas de Benedetto Luti y el escultor Pierre Legros el Joven. Tras abandonar Italia en 1723, trabajó en París y recibió su primer reconocimiento por su pintura histórica en 1727 —al igual que su futuro rival François Boucher. En 1727 volvió a Turín, donde trabajó para el rey Víctor Amadeo II de Saboya, a quien realizó varias ilustraciones de Torquato Tasso. 
En 1734 se trasladó nuevamente a París y en 1735 se convirtió en miembro de la Académie royale de peinture et de sculpture, alcanzando rápidamente cierta jerarquía en la academia. 
Fue nombrado caballero de la Orden de San Miguel y primer pintor del rey Luis XV de Francia en 1762. 

Falleció en París el 15 de julio de 1765.

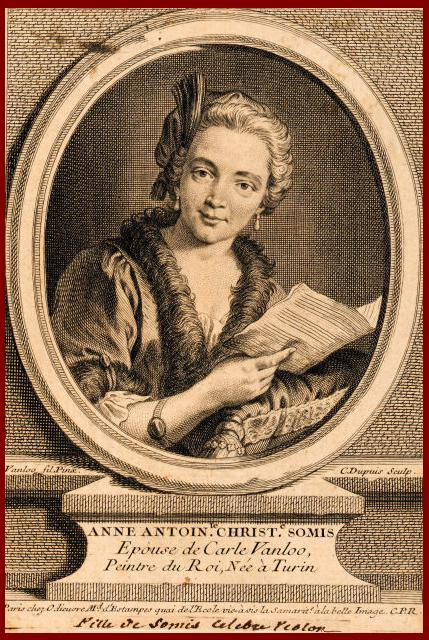
La esposa de Charles André van Loo, M^{lle} Anne Antonia Christina Somis (1704–1785), cantora